# Томпсон, Гарри (художник)
Гарри Томпсон (англ. Harry Thompson, полное имя Harry Ives Thompson; 1840—1906) — американский художник, пейзажист и портретист.

## Биография
Родился 31 января 1840 года в Уэст-Хейвене, штат Коннектикут.
Первоначальное образование получил в качестве торговца. В 1861 году, в возрасте 21 года, заинтересовался живописью и учился у Benjamin H. Coe.
С 1864 по 1867 год Томпсон преподавал рисование в Нью-Хейвене, Коннектикут. C 1877 по 1890 год выставлялся в Национальной академии дизайна. Его работы находятся в ряде музеев США.
Умер в 1906 году.

Некоторые работы
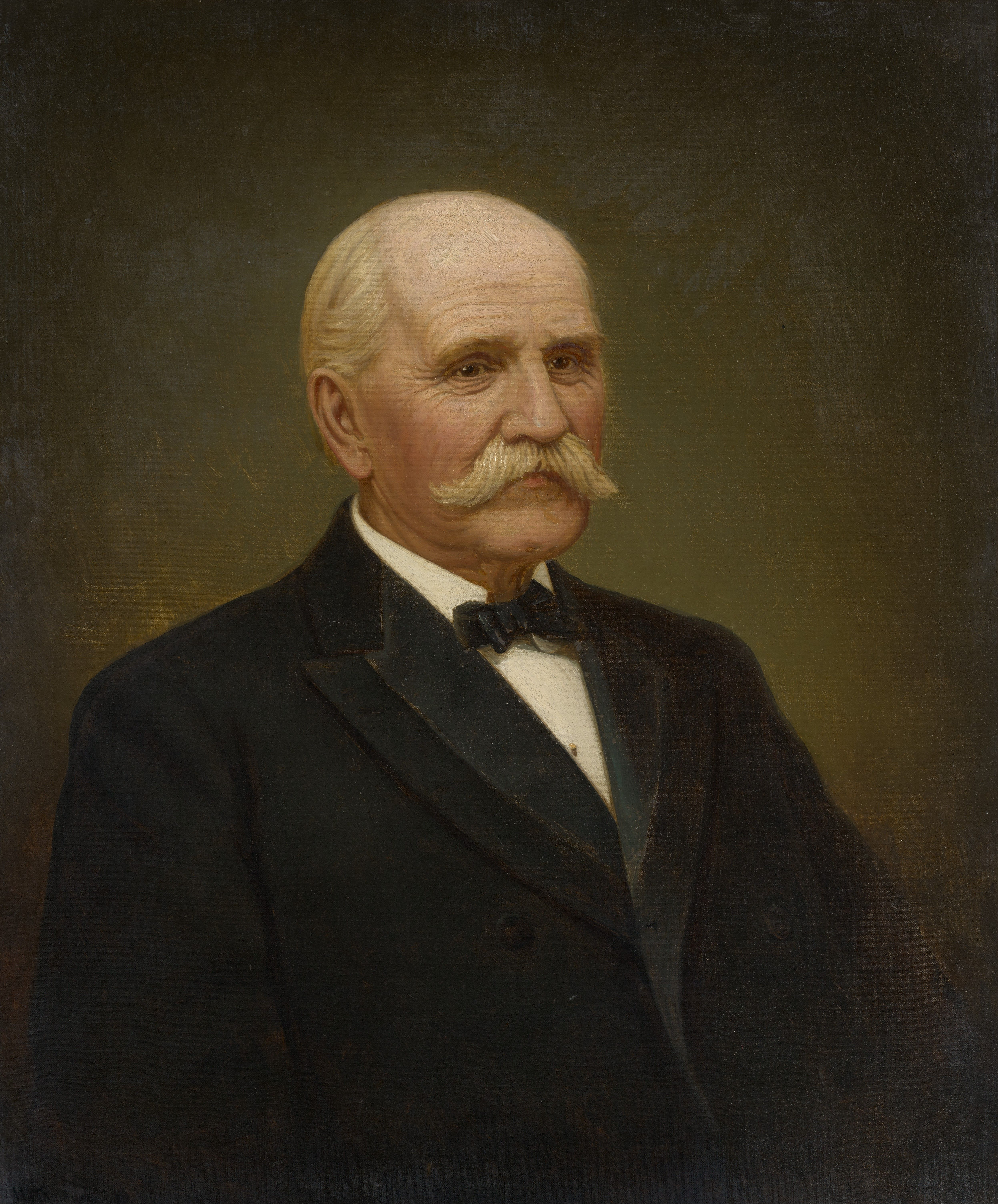
Джордж Браш
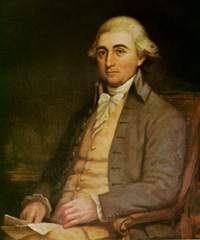
Джонатан Трамбулл[англ.]
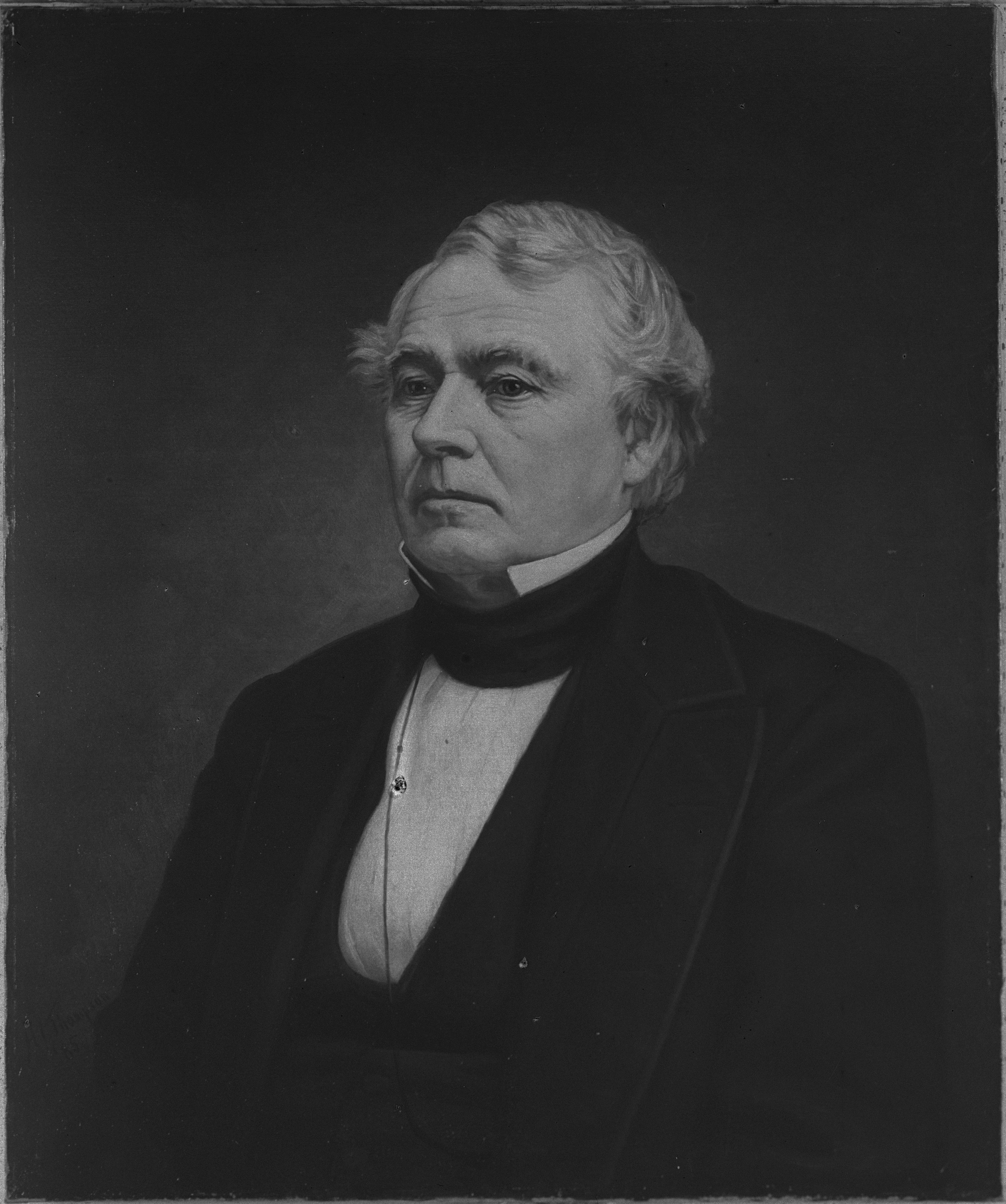
Джозеф Шеффилд[англ.]